# Saint-Jean-d'Elle
Saint-Jean-d'Elle es una comuna nueva francesa situada en el departamento de Mancha, de la región de Normandía.

## Historia
Fue creada el 1 de enero de 2016, en aplicación de una resolución del prefecto de Mancha de 26 de noviembre de 2015 con la unión de las comunas de Notre-Dame-d'Elle, Précorbin, Rouxeville, Saint-Jean-des-Baisants y Vidouville, pasando a estar el ayuntamiento en la antigua comuna de Saint-Jean-des-Baisants.

## Demografía
| Gráfica de evolución demográfica de Saint-Jean-d'Elle entre 1800 y 2013 |
|                                                                         |

Los datos entre 1800 y 2013 son el resultado de sumar los parciales de las cinco comunas que forman la nueva comuna de Saint-Jean-d'Elle, cuyos datos se han cogido de 1800 a 1999, para las comunas de Notre-Dame-d'Elle, Précorbin, Rouxeville, Saint-Jean-des-Baisants y Vidouville de la página francesa EHESS/Cassini. Los demás datos se han cogido de la página del INSEE.

## Composición
| Comuna delegada         | Código INSEE | Población (2013) | Superficie (km²) | Densidad (hab./km²) |
| ----------------------- | ------------ | ---------------- | ---------------- | ------------------- |
| Notre-Dame-d'Elle       | 50380        | 169              | 2.85             | 59                  |
| Précorbin               | 50414        | 528              | 7.21             | 73                  |
| Rouxeville              | 50441        | 346              | 5.83             | 59                  |
| Saint-Jean-des-Baisants | 50492        | 1233             | 13.37            | 92                  |
| Vidouville              | 50635        | 139              | 4.46             | 31                  |